# Hairpin loop

Um exemplo de hairpin loop de ARN.

Um hairpin loop é uma estrutura em que ocorrem emparelhamento de pares de base intramoleculares e que ocorre em cadeias simples de ADN, ou de maneira mais comum, em ARN. Ocorre quando duas regiões da mesma molécula, normalmente palindrómica, formam pares de bases para constituírem uma dupla hélice que termina num loop não emparelhado. A estrutura resultante é um bloco de construção de muitas estruturas secundárias de ARN.